# Bieniczki
Bieniczki – osada w Polsce położona w województwie zachodniopomorskim, w powiecie goleniowskim, w gminie Nowogard.

## Zabytki
- zespół pałacowy i folwarczny, nr rej.: A-159 z 15.01.2004:-pałac, k. XVIII-rządcówka, XIX?XX-stajnia, 1890-park pałacowy, XVIII/XIX, 2 poł. XIX, nr rej.: A-1883z 12.12.1980

inne
We wsi znajduje się neogotycki kościół pw. Trójcy Świętej z XIX wieku. We wnętrzu zachowały się dziewiętnastowieczne polichromie. Dębowe drzwi świątyni zdobi płaskorzeźba św. Michała Archanioła. Przy kościele pełnofiguralny pomnik poświęcony poległym w I wojnie światowej mieszkańcom wsi.
W latach 1975–1998 miejscowość administracyjnie należała do województwa szczecińskiego.